# Ellen Steiber
Ellen Steiber es una novelista estadounidense y autora de libros para lectores jóvenes, incluidos algunos basados en episodios individuales de las series The X-Files y Full House.

## Historial
Steiber se crio en Newark y West Orange, Nueva Jersey. Fue a la Universidad Carnegie Mellon en Pittsburgh, Pensilvania. Cuando terminó la universidad en Carnegie, Steiber se mudó a la ciudad de Nueva York, donde trabajó para una empresa comercial japonesa. Trabajó allí durante un par de años y finalmente se convirtió en escritora de libros para niños.
Durante la década de 1980, Steiber vivió en la ciudad de Nueva York. Durante este período, estudió karate y tenía un amplio círculo social de artistas y escritores. Luego, en 1991, el sueño de toda su vida de mudarse al suroeste finalmente se cumplió. Ellen ahora vive en Tucson, Arizona con Doug, su compañero.
Los intereses de Steiber incluyen: música folclórica, folklore, cultura mexicana y artes fronterizas, ilustraciones de libros infantiles clásicos, poesía y muchos tipos diferentes de libros de ficción.